# 三刀屋城
三刀屋城（みとやじょう）は、島根県雲南市三刀屋町にあった日本の城。1986年（昭和61年）、島根県の史跡に指定された。

## 概要
三刀屋城は、山陰と山陽とを結ぶ街道沿いに位置する交通上の要衝で、尼子方の拠点として尼子十旗の一つに数えられた。
三刀屋城の歴史は旧く、承久3年に三刀屋郷の地頭職に任じられた諏訪部扶長が築城したと伝わる。その後、扶長の末裔が三刀屋氏を称し、天正16年に三刀屋久扶が領地を没収されるまで、同氏が拠った。
慶長5年の関ヶ原の戦いにより、毛利氏が周防・長門二ヶ国に減封されると、替って封じられた堀尾氏が入城した。堀尾氏は当初、三刀屋城を改修しようと考えていたが、一国一城令により廃城となり、松江城へ移ったとされる。当時改修中の石垣が今でも現存しており、その大きさから、堀尾氏が松江城ではなく、三刀屋城を本拠にしようとしていたという説がある。

## 沿革
- 1221年（承久3年）諏訪部扶長により築城。
- 1542年（天文11年）三刀屋久扶、大内氏に降る。
- 1543年（天文12年）尼子方に復帰。
- 1562年（永禄5年）三刀屋久扶、毛利氏に降る。
- 1588年（天正16年）毛利輝元、三刀屋久扶の所領を没収。
- 1600年（慶長5年）毛利氏に替り、堀尾氏が入城・改修。
- 1986年（昭和61年）県の史跡に指定される。